# Flota de Indias de 1715

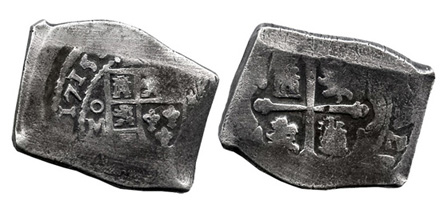
8 reales de plata recuperados de la flota de Indias de 1715.

La Flota de Indias de 1715 fue una flota del tesoro española que regresaba a España desde el Nuevo Mundo. El miércoles 31 de julio de 1715, siete días después de su salida del puerto de La Habana, Cuba, bajo la orden de Juan Esteban de Ubilla, once de los doce barcos de la flota se hundieron debido a un huracán cerca de la actual Vero Beach, Florida, EE. UU.. Como la flota llevaba un cargamento de plata, también se la conoce como la Flota de la Plata de 1715.
Unos 1500 marineros perecieron, mientras que otros sobrevivieron en pequeños botes. Muchos barcos, incluyendo piratas, participaron en el rescate del tesoro. Un corsario inglés, Henry Jennings, fue acusado de piratería por atacar dichos barcos y hacerse con sus botines.

## Exhibiciones del tesoro
El equipo del cazador de tesoros Kip Wagner realizó una exhibición que tuvo lugar en la "Sala de exploradores" de National Geographic en Washington D. C., que fue publicada en el número de enero de 1965 de la revista. Wagner publicó un libro titulado Pieces of Eight (Piezas de a ocho. Recuperando las riquezas de una flota española perdida) en 1966, que incluye un relato detallado del hallazgo y la exploración de muchos de los pecios de la flota en la costa de Florida. 
En 1987, uno de los barcos de la flota, el Urca de Lima, se convirtió en el primer pecio protegido por la ley del pasado arqueológico de Florida. Posteriormente, el 31 de mayo de 2001, se incorporó al Registro Nacional de Lugares Históricos de Estados Unidos.
En 2015, la empresa "1715 Fleet - Queens Jewels, LLC" y su fundador Brent Brisben descubrió el equivalente a 4.5 millones de dólares en monedas de oro en la costa de Florida, que provenían de la flota de Indias de 1715.

## En la cultura popular
La Flota de Indias de 1715 y el Urca de Lima se mencionan en la serie de televisión Black Sails (2014) como el principal tesoro que buscan los piratas. Como la serie está diseñada como una precuela de La isla del Tesoro de Robert Louis Stevenson, la carga del Urca de Lima finalmente se convierte en la base del tesoro enterrado en la Isla del Tesoro por el capitán Flint.